# Colona aequilateralis
Colona aequilateralis är en malvaväxtart som först beskrevs av Cyril Tenison White och Francis, och fick sitt nu gällande namn av Elmer Drew Merrill och Perry. Colona aequilateralis ingår i släktet Colona och familjen malvaväxter. Inga underarter finns listade i Catalogue of Life.